# Chapelle de la Madeleine de Remiremont
Pour les articles homonymes, voir Chapelle de la Madeleine.
La chapelle de la Madeleine, ancienne léproserie dédiée à sainte Marie-Madeleine, est située dans un site à cheval sur les communes de Remiremont et Saint-Étienne-lès-Remiremont, sur le territoire de Remiremont, commune française du département des Vosges en région Lorraine.

## Histoire
Les monastères, en recueillant les ladres (Lépreux), entrent dans les vues des conciles. Saint-Romaric, second abbé de Remiremont (VIIe siècle), rassemble, pour les assister, quelques pauvres filles lépreuses. Il les isole dans une cellule située auprès de la communauté et il leur fait défense de vivre avec les autres religieuses (c). 
La chapelle de la Madeleine, Madelaine ou Magdelaine dédiée à sainte Marie-Madeleine, est une ancienne léproserie des XVIIe et XVIIIe siècles, dans un site de qualité, à cheval sur les communes de Remiremont et Saint-Étienne-lès-Remiremont, inscrit par arrêté du 24 janvier 1944.
La fondation de la léproserie de la Magdelaine a été réalisée en conformité avec le Troisième concile du Latran. Brûlée en 1645 par les gens de guerre, elle fut reconstruite peu après par les soins d’Antoinette Maillot, veuve d’Adam de la Madelaine. L’emplacement occupé par cette léproserie a conservé jusqu’à nos jours le nom de la Madelaine. La chapelle de « La Madeleine »,  est le seul vestige de bâtiments ayant servi de léproserie lors de la seconde épidémie de lèpre en Lorraine. 
Elle fut le centre d'une léproserie médiévale. La lèpre, et les guerres successives, réduisirent la population du village à 60 habitants en 1710.
Sainte Magdelaine avait été choisie car elle personnifiait l'isolement et qu'elle était la patronne purifiante et bienfaisante des lépreux. Traditionnellement, Marie Madeleine est la patronne des cordiers, métier exercé par les lépreux.
Le site comprenant la chapelle de la Madeleine et ses abords a été inscrit au titre des sites le 24 janvier 1944.
La chapelle a, elle, été inscrite sur l’inventaire supplémentaire des monuments historiques par arrêté du 16 juillet 1991.

## Description
Édifice composite des XIIIe siècle, XIVe siècle et XVe siècle. 
A l'intérieur on peut observer une croix en pierre de 1661, un autel surmonté d'un retable. Il portait une statue de Sainte Magdelaine en bois qui a été retirée par précaution et un bénitier du Moyen Âge, et une pierre tombale du XIVe siècle sur un sol pavé de pierres mortuaires.
Vitraux XVIe siècle inscrits sur l'inventaire supplémentaire des monuments historiques, comme immeuble par destination (ID).
Les bustes d'évêques et de saints sont ceux de Saint Del (Saint Desle ou Del), Saint Charles, Saint Nicolas, Saint François, et Sainte Agathe.